# Sumatra (Harlingen)
Sumatra is een monumentaal pand in Harlingen in de Nederlandse provincie Friesland.

## Beschrijving
Het voormalige pakhuis is een eenvoudig pand uit de 18e eeuw onder een zadeldak tussen puntgevels. De voorgevel is aan de top voorzien van een hijsbalk en op drie verdiepingen hijsluiken in het midden. In de gevel zijn zeven halfronde lichtopeningen en een deur aangebracht.
Op de onderste luiken staat met grote witte letters de naam SUMATRA. Het is genoemd naar het eiland Sumatra vanwege de herkomst van de opgeslagen producten.